# Aequorea conica
Aequorea conica is een hydroïdpoliep uit de familie Aequoreidae. De poliep komt uit het geslacht Aequorea. Aequorea conica werd in 1905 voor het eerst wetenschappelijk beschreven door Browne. 